# David Harvey
David Harvey (* 31. října 1935 Gillingham) je britský geograf a sociální teoretik, představitel marxistické geografie. Jeho sociální teorie se od politických a ekonomických procesů obrátila ke studiu času a prostoru, především v moderním velkoměstě. Roku 2007 byl osmnáctým nejcitovanějším autorem v sociálních a humanitních vědách.
K jeho nejznámějším knihám patří Condition of Postmodernity z roku 1989, kde postmoderní éru definoval jako éru postfordovskou, započatou krizí nadprodukce související s ropnou krizí roku 1973.
Z marxistických pozic kritizuje globalizaci, kapitalismus a neoliberalismus, podporuje tzv. participativní ekonomiku a demokracii a ideu „práv města“, jejímž autorem je Henri Lefebvre.